# Station Aalst-Oost
Het station Aalst-Oost is een voormalig goederenstation gelegen aan de Bergemeersen in de stad Aalst in de provincie Oost-Vlaanderen. Het lag aan spoorlijn 50 tussen het station Aalst en het station Erembodegem. De toegang van het station Aalst-Oost lag aan de Leo Gheeraerdtslaan naast het kruispunt met de huidige Treinstraat. Het goederenstation werd geopend op 1 augustus 1889 om het station van Aalst (dat naar aanleiding van de opening hernoemd werd tot Aalst-Noord) te ontlasten van het toentertijd alsmaar toenemende goederenvervoer over het spoor. Op 1 november 1892 werden bij het goederenstation ook een openbare opslagloods en een douanekantoor geopend.
Heden is het voormalige goederenstation gesloten en wordt het enkel gebruikt voor leveringen aan de naastgelegen zetmeelfabriek Tereos Syral. De vroegere opslagloods is ook afgebroken. Het douanekantoor in de nabijheid van het goederenstation verhuisde in 2004 naar het industrieterrein Wijngaardveld ten noorden van Aalst.